# لا لوسیلا
لا لوسیلا (به اسپانیایی: La Lucila) یک منطقهٔ مسکونی در آرژانتین است که در بخش ویسنته لوپز واقع شده‌است. لا لوسیلا ۱۵٬۸۴۴ نفر جمعیت دارد و ۱۸ متر بالاتر از سطح دریا واقع شده‌است.